# 迪特马尔·雅各布斯
迪特马尔·雅各布斯（德語：Ditmar Jakobs，1953年8月28日—），德国前男子足球运动员，场上位置是后卫。他曾代表西德国家队参加1986年国际足联世界杯，结果队伍获得亚军。